# Linda Purl

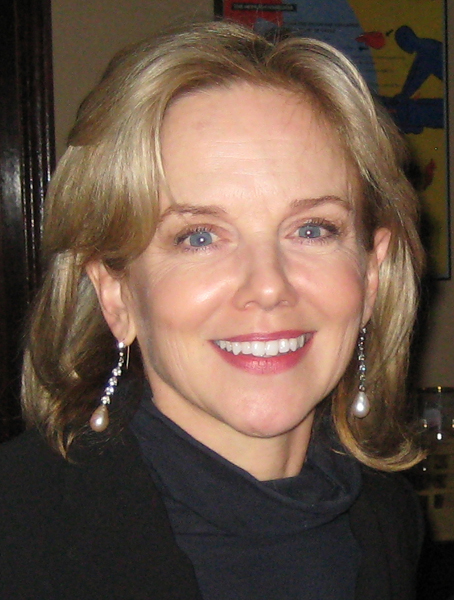
Linda Purl (2010)

Linda Purl (* 2. September 1955 in Greenwich, Connecticut) ist eine US-amerikanische Schauspielerin und Sängerin. Bekanntheit erlangte sie vor allem als blindes Sklavenmädchen Nydia in dem TV-Mehrteiler Die letzten Tage von Pompeji und als Charlene Matlock in der Fernsehserie Matlock.

## Leben und Karriere
Linda Purl wurde 1955 als Tochter eines Schauspielers und einer Broadway-Schauspielerin geboren. Im Alter von fünf Jahren zog ihre Familie nach Japan, wo sie die einzige Ausländerin war, die an der Toho Geino Academy studierte. Während dieser Zeit war Purl in verschiedenen Stücken am kaiserlichen Theater in Tokio zu sehen. Sie spielte die Rolle der Louis in The King and I und die Rolle der Helen in The Miracle Worker. Im Alter von 15 Jahren kehrte sie in die USA zurück und besuchte eine Privatschule für Mädchen, welche auf kreative und darstellende Künste spezialisiert war. Nachdem sie das Finch College in Manhattan besucht hatte, ging sie nach England, um unter Marguerite Beale zu studieren. Nach Ende des Studiums kehrte sie in die Vereinigten Staaten zurück, um am Lee Strasberg Institute ihre Ausbildung fortzusetzen. Sie war in verschiedenen Fernsehrollen, beispielsweise die der Ashley in der Serie Happy Days oder der Charlene Matlock in Matlock zu sehen.
Purl war insgesamt viermal verheiratet: von 1980 bis 1981 mit Desi Arnaz Jr., von 1988 bis 1992 mit William Broyles Jr. und von 1993 bis 1999 mit Alexander Cary, der der Vater ihres Sohnes ist. Seit Juli 2006 ist sie mit James Vinson Adams verheiratet. Durch die Ehe mit Desi Arnaz Jr. war sie die Schwiegertochter von Desi Arnaz und Lucille Ball und die Schwägerin von Lucie Arnaz.
Nach Matlock startete Purl eine Karriere als Jazz-Musikerin und veröffentlichte mehrere Alben, beispielsweise Out of This World - LIVE und Taking a Chance on Love. Sie engagiert sich in der Wohltätigkeitsarbeit, so zum Beispiel beim AIDS-Projekt Los Angeles, der „Christopher Reeve Paralysis Foundation“, „Haven House“ und der „Cystic Fibrosis Foundation“.

## Filmografie (Auswahl)
- 1974, 1977: Die Waltons (The Waltons, Fernsehserie, zwei Folgen)
- 1975: Hawaii Fünf-Null (Hawaii Five-O, Fernsehserie, Folge 7x22)
- 1977: Serpico (Fernsehserie, Folge 1x12)
- 1974–1983: Happy Days (Fernsehserie, 20 Folgen)
- 1984: Die letzten Tage von Pompeji (The Last Days of Pompeii, Fernsehserie, 3 Folgen)
- 1985: Love Boat (The Love Boat, Fernsehserie, 2 Folgen)
- 1985–1993: Mord ist ihr Hobby (Murder, She Wrote, Fernsehserie, 3 Folgen)
- 1986–1987: Matlock (Fernsehserie, 23 Folgen)
- 1990: Die wunderbare Welt der Märchen (Timeless Tales from Hallmark, Fernsehserie, Folge 1x01)
- 1994: Tod in Bangkok (Natural Causes)
- 1994–1995: Robins Club (Robin’s Hoods, Fernsehserie, 22 Folgen)
- 1996: Born Free – Frei geboren (Born Free: A New Adventure)
- 1998: Ein Hauch von Himmel (Touched by an Angel, Fernsehserie, Folge 4x17)
- 1998: Mein großer Freund Joe (Mighty Joe Young)
- 2000: Der Tod lauert nebenan (The Perfect Tenant)
- 2002: First Monday (Fernsehserie, 12 Folgen)
- 2003: Hagelsturm – Die Wetterkatastrophe (Frozen Impact)
- 2003: Crossing Jordan – Pathologin mit Profil (Crossing Jordan, Fernsehserie, Folge 2x16)
- 2005: Cold Case – Kein Opfer ist je vergessen (Cold Case, Fernsehserie, Folge 2x17)
- 2009: Bones – Die Knochenjägerin (Bones, Fernsehserie, Folge 4x17)
- 2009–2013: Das Büro (The Office, Fernsehserie, 9 Folgen)
- 2010: Desperate Housewives (Fernsehserie, Folge 6x21)
- 2010: Criminal Minds (Fernsehserie, Folge 5x23)
- 2010: Lie to Me (Fernsehserie, Folge 3x01)
- 2011: Homeland (Fernsehserie, 3 Folgen)
- 2012: True Blood (Fernsehserie, 2 Folgen)
- 2014: Major Crimes (Fernsehserie, Folge 3x01)
- 2016: Bender
- 2017: Designated Survivor (Fernsehserie, 1 Folge)
- 2018: The Oath (Fernsehserie)
- 2018: Code Black (Fernsehserie, 1 Folge)
- 2021:  Hacks (Fernsehserie, 1 Folge)